# Il canto delle pellicole
Il canto delle pellicole è la terza raccolta degli Stadio, pubblicata dalla EMI Italiana (catalogo 7243 8 52014 2) nel 1996.

## Il disco
Antologia, con 2 inediti, di tutti i brani del gruppo inseriti in colonne sonore di film e serie televisive, uscita in occasione del Centenario del Cinema.

## I brani da studio
- Le cose che contano - Inedito
Sigla di coda per la 3ª stagione (1996) della serie televisiva di Rai 2 intitolata I ragazzi del muretto.
Arrangiato dal gruppo e prodotto dagli stessi Stadio con Antonio Colombi.
- Ballando al buio - 1995
Tema musicale principale negli episodi della stessa 3ª stagione (1996).
- Un disperato bisogno d'amore - 1993
Sigla di coda della 2ª stagione (1993).
- Al tuo fianco - 1992
Nella colonna sonora del film Stasera a casa di Alice (1990), diretto ed interpretato da Carlo Verdone.
- Buonanotte... Mc Kraig's - 1989
Titolo modificato del brano Buonanotte, la cui introduzione strumentale, Mc Kraig's Theme, era stata inserita, nel 1988, nella colonna sonora della miniserie televisiva trasmessa da Canale 5 intitolata Mamma Lucia[1].
- La fontana di Alice - Inedito
Pezzo strumentale, suonato solo da Curreri (sintetizzatore Kurzweil K2000) e Fornili (chitarre) con Alessandro Magri alla programmazione[2], è tratto dalla colonna sonora del film Stasera a casa di Alice (1990), la stessa che contiene Al tuo fianco.
Arrangiato dal gruppo e prodotto dagli stessi Stadio con Antonio Colombi.

## I brani dal vivo
Gli altri brani provengono dall'album Stadiomobile Live del 1993, con C'è, Vorrei e Chi te l'ha detto riuniti in medley, ma, nelle varie colonne sonore, sono state utilizzate le precedenti versioni studio.
- Generazione di Fenomeni
Sigla di coda per la 1ª stagione de I ragazzi del muretto (1991) e nella colonna sonora del film I pavoni (1994). Versione studio in Siamo tutti elefanti inventati (1991).
- Grande figlio di puttana, Chi te l'ha detto
Insieme al brano Un fiore per Hal, tutti nella versione dall'album Stadio (1982), sono il primo contributo del gruppo ad una colonna sonora, voluto da Carlo Verdone per il suo film Borotalco[1].
- Vorrei
Nella colonna sonora del film I due carabinieri del 1984, la terza con Verdone, insieme ai brani Ba... Ba... Ballando e La Mattina[1], tutti dall'EP Chiedi chi erano i Beatles (1984).
- Acqua e sapone, C'è
Originariamente nella colonna sonora di Acqua e sapone, film di Carlo Verdone del 1983, sono stati successivamente inseriti nel singolo dello stesso anno e poi nell'album La faccia delle donne (1984). Del secondo brano, il film propone solo il tema strumentale.

## Tracce
Gli autori del testo precedono i compositori della musica da cui sono separati con un trattino. Nessun trattino significa contemporaneamente autori e compositori.
L'anno è quello di pubblicazione dell'album che contiene il brano.
1. Le cose che contano – 4:27 (testo: Vasco Rossi – musica: Andrea Fornili, Gaetano Curreri) – Inedito
2. Ballando al buio – 4:15 (testo: Bettina Baldassari – musica: Bettina Baldassari, Gaetano Curreri) – 1995
3. Un disperato bisogno d'amore – 4:17 (testo: Saverio Grandi – musica: Saverio Grandi, Gaetano Curreri) – 1993
4. Al tuo fianco – 5:44 (testo: Saverio Grandi – musica: Vasco Rossi, Andrea Fornili, Gaetano Curreri) – 1992
5. Buonanotte... Mc Kraig's – 4:39 (testo: Saverio Grandi – musica: Saverio Grandi, Gaetano Curreri) – 1989
6. Generazione di fenomeni (live) – 5:42 (Saverio Grandi, Gaetano Curreri) – 1993
7. Grande figlio di puttana (live) – 4:08 (testo: Lucio Dalla, Gianfranco Baldazzi – musica: Giovanni Pezzoli, Gaetano Curreri) – 1993
8. medley (live) – 9:22 – 1993

- C'è – 3:00 (Luca Carboni - Fabio Liberatori)
- Vorrei – 2:57 (Luca Carboni, Lucio Dalla – Fabio Liberatori)
- Chi te l'ha detto (riportato senza ? finale) – 3:25 (Lucio Dalla, Gianfranco Baldazzi – Gaetano Curreri)

1. Acqua e sapone (live) – 4:48 (testo: Vasco Rossi – musica: Gaetano Curreri) – 1993
2. La fontana di Alice (strumentale) – 1:25 (musica: Vasco Rossi, Andrea Fornili, Gaetano Curreri) – Inedito

## Formazione
Escluso il brano La fontana di Alice (vedi sopra).
Gruppo
- Gaetano Curreri – voce, tastiera (eccetto 1)
- Andrea Fornili – chitarra (eccetto 5)
- Roberto Drovandi – basso (eccetto 5)
- Marco Nanni – basso e cori (5)
- Giovanni Pezzoli – batteria

Altri musicisti
- Beppe D'Onghia – pianoforte, tastiera, cori, scrittura e direzione archi (solo 5)
- Mirco Dalporto – programmazione (eccetto 2,4,5), tastiera (1), tastiera aggiuntiva (3)